# ナルセス

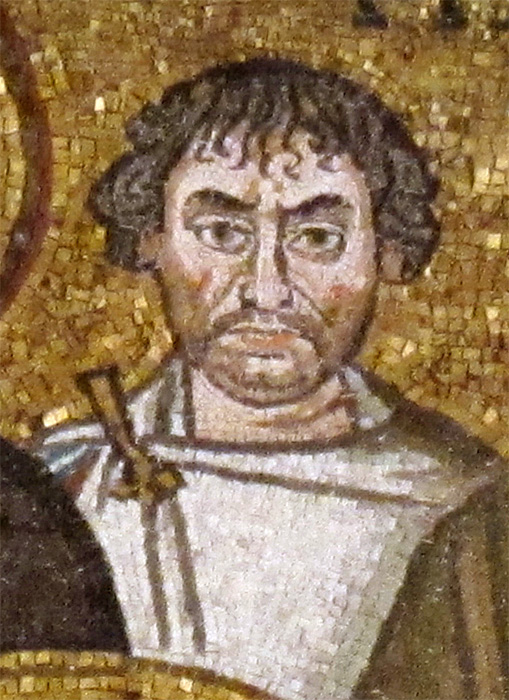
ナルセスのモザイク画

ナルセス（古代ギリシャ語: Ναρσής、ラテン文字転写: Narsés、478年 - 573年）は、東ローマ帝国の政治家、宦官。ユスティニアヌス1世に仕え、東ゴート王国を征服した。

## 経歴
アルメニアに生まれた。宮廷に仕える官僚であったナルセスは、その実直な性格を買われ、やがて大財務官にまで出世した。532年、ニカの反乱で皇帝を救出した。
折りしもユスティニアヌス1世のローマ帝国再復のための遠征は、名将ベリサリウスによって順調に進んでおり、イタリア半島一円を支配する東ゴート王国の征服成功まであと一歩のところまで来ていた。しかし、サーサーン朝ペルシアの軍がアンティオキアを占領すると東方戦線建て直しのため本国に召還されてしまう。ベリサリウス不在の間に東ローマ軍は、新たに即位した東ゴート王トーティラによって、優勢な状況であったにもかかわらず各地で敗戦を喫し、ローマやナポリなどの主要都市を奪還されてしまった。ユスティニアヌス1世はここに至ってベリサリウスのイタリア復帰を認めたが、すでに大勢は決しており、地元の支持を得られなかったこともあって戦況は膠着状態に陥った。ユスティニアヌス1世はこれをきっかけにベリサリウスを更迭する。代わって東ゴート王国征服作戦の総司令官に任命されたのがナルセスであった。

### イタリア征服
552年4月、本国に召還されたベリサリウスに代わり、総司令官ナルセスは東ローマ軍を率いて北方からイタリアに侵入する。ナルセスは工兵隊を駆使してラヴェンナを落とし、補給を行うとローマに向けて進軍を開始した。ローマを出立したゴート軍とナルセス率いる東ローマ帝国軍は、ブスタ・ガロールム高原で対峙する（ブスタ・ガロールムの戦い ギリシア語: Μάχη των Βουσταγαλλώρων Battle of Busta Gallorum）。この戦いで、ナルセスは中央の歩兵に密集陣形を取らして、突撃するゴート軍を受け止め、左右に配置した弓兵で殲滅した。この戦いでトーティラを討ち取った。
トーティラ亡き後、残存兵を引き連れたテーイアが新たな王となったが、サレルヌム（現サレルノ）近郊のモン・ラクタリウスの戦いで戦死した。ゴート軍はその後も王を担ごうとしたが実現に至らず、東ゴート王国は滅びた。軍務経験の全くない官僚出身でありながら、ナルセスはベリサリウスの戦術を継承しつつ総司令官就任から4年目にしてユスティニアヌス1世の悲願であったイタリア半島征服を成し遂げた。
その後はイタリア総督を務めたが、ユスティニアヌス1世の死後に職を解かれ、ナポリ近郊で死んだ。
565年に作成されたとされる碑文では、ナルセスは執政官にも任命されたとされている。しかし執政官は541年以降には皇帝のみが就任できる官職とされており、臣下が到達できる当時の最高官位はパトリキウスまでであった。歴史学者の井上浩一は、ナルセスが執政官に就任したとする記録は、ナルセスの功績と人気によって生じた誤解であろうとしている。

## 脚註
1. ↑  但し、ベリサリウス召喚後にイタリア戦線を指揮した将軍ヨハネスのモザイク画、もしくはサン・ヴィターレ聖堂建設プロジェクトに資金を提供した身分を含めた謎の多い東方の銀行家（アルゲンタリウス）のユリアヌスのモザイク画との説もある。
2. 1 2 3  井上浩一『ビザンツ 文明の継承と変容』京都大学学術出版会〈学術選書〉、2009年6月、244-245頁。ISBN 9784876988433。